# Luciano Bianciardi
Luciano Bianciardi (ur. 14 grudnia 1922 w Grosseto, zm. 14 listopada 1971 w Mediolanie) – włoski pisarz, dziennikarz i tłumacz.
Jego powieść La vita agra (Gorzkie życie) napisana w 1962, stała się bestselerem we Włoszech. Przetłumaczono ją na wiele języków. Została też zekranizowana w filmie o tym samym tytule w 1964 roku.

## Literatura
- I minatori della Maremma (1956) z Carlo Cassola
- Il lavoro culturale (1957)
- L'integrazione (1960)
- Da Quarto a Torino (1960)
- La vita agra (1962)
- La battaglia soda (1964)
- Daghela avanti un passo! (1969)
- Aprire il fuoco (1969)
- Viaggio in Barberia (1969)
- Garibaldi (1972)